# Manuel Saco Rivera
Manuel Saco Rivera (Sarria, província de Lugo, 1906 - 1938) fou un advocat i polític gallec. Llicenciat en dret, a les eleccions generals espanyoles de 1933 fou elegit diputat per la província de Lugo com a republicà independent, però formà part del Grup Parlamentari Agrarista amb els seus paisans Luis Rodríguez de Viguri i Felipe Lazcano y Morales de Setién, però abandonà el grup a finals de 1934 i no es va integrar en el Partit Agrari.